# Folio (police de caractères)
Pour les articles homonymes, voir Folio.
Folio est une police de caractères sans-serif réaliste. 

## Historique
Folio est dessinée par Konrad Bauer et Walter Baum en 1957 pour la fonderie Bauer (Bauersche Gießerei). Grâce à une bonne campagne publicitaire, la police de caractères connait un succès modéré aux États-Unis. La famille de polices d’écriture est étendue en 1963, par l’ajout d’une graisse Extra Bold et d’un corps Bold Condensed. Cependant, Folio est, par la suite, supplantée par la police Helvetica.

## Style
Comme Helvetica et Univers, qui sont également éditées en même temps, Folio fait partie du Style typographique international et dérive d’Akzidenz-Grotesk. Toutefois, Folio est plus étroitement calquée sur Akzidenz-Grotesk que les deux autres, qui ont de plus grandes hauteurs d’x.
Parmi les traits distinctifs de la police de caractères, on peut indiquer la majuscule Q, dont la queue est centrée sous le dessin, la majuscule J, qui a un léger crochet, et les deux versions de la majuscule R, l’une avec une queue droite et l’autre avec une queue recourbée.
Il existe cinq types de police : Light, Medium, Bold, Extra Bold et Bold Condensed.

## Commercialisation
Bauer vend la licence du modèle Folio à la Fonderie typographique française, qui le commercialise en France sous le nom de Caravelle. Folio est commercialisée par Hell, puis, après le rachat de celle-ci, par Linotype. La police est aussi commercialisée par Adobe.

## Notes

Comparaison des caractères distinctifs d’Akzidenz-Grotesk, Folio, Helvetica et.